# Ladoga glorifica
Ladoga glorifica är en fjärilsart som beskrevs av Hans Fruhstorfer 1909. Ladoga glorifica ingår i släktet Ladoga och familjen praktfjärilar. Inga underarter finns listade i Catalogue of Life.